# Villa Villekulla
Villa Villekulla är en fiktiv villa som förekommer i Astrid Lindgrens böcker om Pippi Långstrump. Där bor Pippi Långstrump tillsammans med apan Herr Nilsson och hästen Lilla gubben. 
Karaktäristiskt för huset är att det är färgstarkt och lutar. I trädgården finns ett ihåligt träd, ur vilket man kan plocka sockerdricka. I grannhuset bor Pippis vänner, barnen Tommy och Annika Settergren som brukar besöka Villa Villekulla och leka med Pippi.

## Skildringar

### Huset i TV-serien och de två spelfilmerna av Olle Hellbom
Huset som användes i filmatiseringarna byggdes antagligen 1902 och fungerade först som förvaltarbostad och sedan förråd vid dåvarande Gotlands regemente (P 18). Det pyntades med grälla färger och andra detaljer för att passa in på beskrivningen av Villa Villekulla i böckerna. Efter inspelningarna räddades huset från rivning. Det placerades på en stor släde och flyttades några kilometer bort till nöjesparken i Kneippbyn. 
Interiörscenerna i Villa Villekulla byggdes upp och spelades in i en filmstudio nära Skå-Edeby på Ekerö. Man har försökt återskapa dessa interiörer så exakt som möjligt inne i huset som står i Kneippbyn. 
Den övergivna tomten återfinns på Kung Oscars väg i Visby, bakom en syrenhäck i skogsbrynet ca 150 m sydöst om minnesstenen Oscarsstenen. Några äppelträd finns kvar på tomten men inte grinden, staketet, sockerdricksträdet eller den lada som stod bredvid huset.

### Huset i Astrid Lindgrens värld

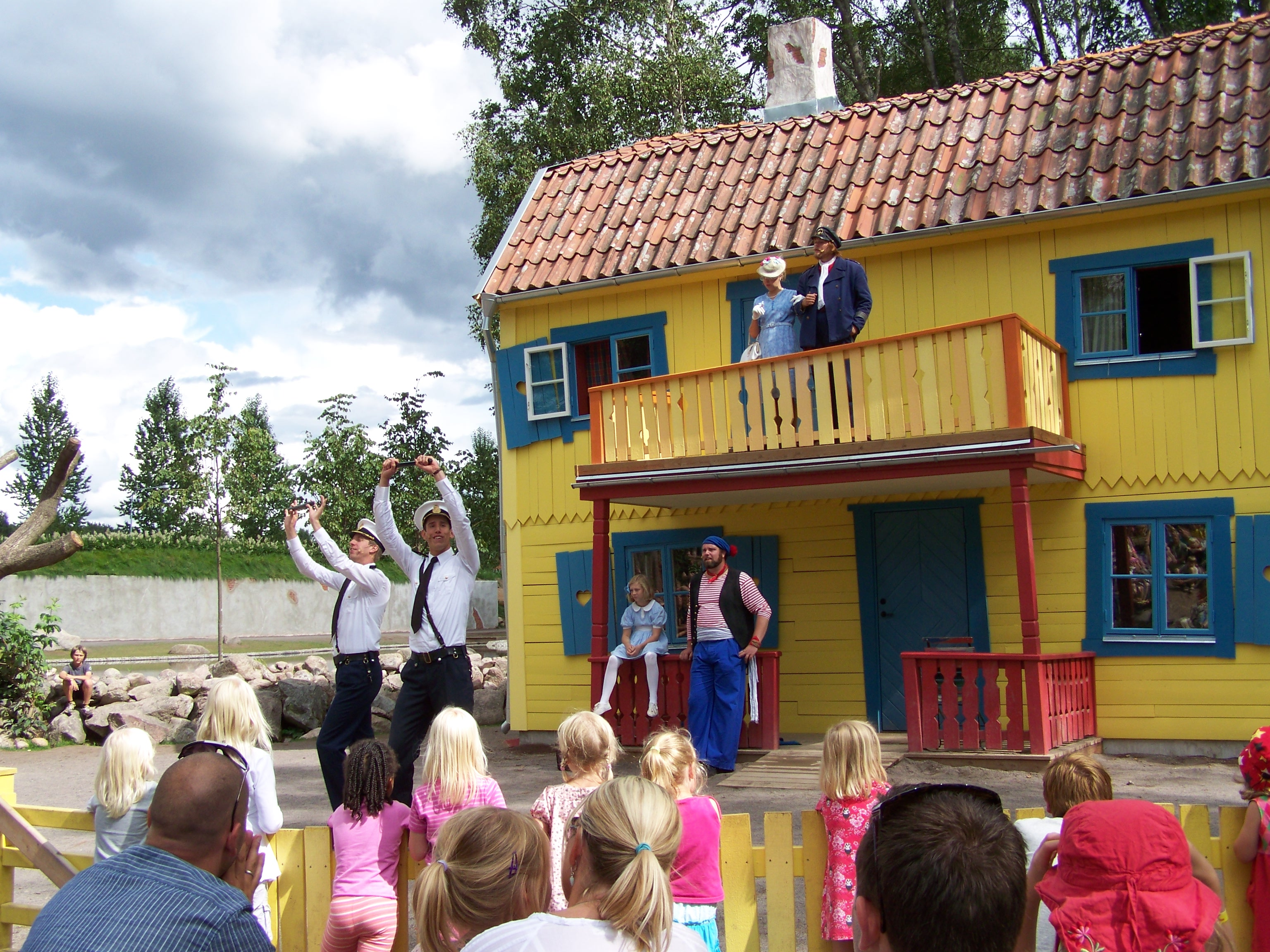
Villa Villekulla i Astrid Lindgrens värld, Vimmerby, sommaren 2009.

Sommaren 2009 hade Astrid Lindgrens Värld i Vimmerby premiär för en ny Villa Villekulla som är inspirerad av illustrationerna av Ingrid Vang Nyman i Pippi-böckerna. Miljön omfattar även en anlagd sjö där Pippi Långstrumps far Efraim Långstrump seglar fartyget Hoppetossa. Förutom det visuella så är miljön anpassad för lek och det finns plats för cirka 1 500 åskådare vid teaterföreställningar.